# True Sadness
True Sadness è il nono album in studio del gruppo folk rock americano The Avett Brothers. Prodotto da Rick Rubin, l'album è stato pubblicato il 24 giugno 2016 tramite American Recordings e Republic Records. Un'edizione in vinile è stata rilasciata il 5 agosto 2016. Alla 59ª edizione dei Grammy Awards, l'album è stato nominato per il miglior album americano e la prima traccia Ain't No Man è stata nominata per la migliore performance di radici americane. La produzione dell'album è raccontata nel documentario di Judd Apatow e Michael Bonfiglio del 2017 May It Last: A Portrait of the Avett Brothers.

## Tracce
1. Ain't No Man – 3:32
2. Mama, I Don't Believe – 4:16
3. No Hard Feelings – 5:14
4. Smithsonian – 4:33
5. You Are Mine – 3:28
6. Satan Pulls the Strings – 3:08
7. True Sadness – 4:35
8. I Wish I Was – 5:16
9. Fisher Road to Hollywood – 4:23
10. Victims of Life – 2:59
11. Divorce Separation Blues – 4:56
12. May It Last – 4:39